# ديانا سون
ديانا سون (بالإنجليزية: Diana Son)‏ هي كاتبة سيناريو وكاتِبة وكاتبة مسرحية أمريكية، ولدت في 1965 في فيلادلفيا في الولايات المتحدة.

## وصلات خارجية
- ديانا سون على موقع IMDb (الإنجليزية)
- ديانا سون على موقع قاعدة بيانات الفيلم (الإنجليزية)